# QBasic
QBasic é um IDE e interpretador da linguagem BASIC, baseada no QuickBASIC. O código colocado no IDE é compilado numa forma intermediária e imediatamente interpretada no IDE. Pode ser executado em quase todas as versões do DOS e Windows, ou através de DOSBox/DOSEMU, no Linux e FreeBSD. No seu tempo, QBasic providenciava um IDE de topo, incluindo um depurador.
Tal como o QuickBASIC, QBasic é uma linguagem de programação estruturada, suportando subrotinas e ciclos while.

## História
O QBasic foi desenvolvido para substituir o GW-BASIC. Baseava-se no compilador QuickBASIC 4.5 mas sem os elementos de compilação e linkagem. A versão 1.0 foi lançada com o MS-DOS 5.0 e superior, e também com o Windows 95, Windows NT 3.x e Windows NT 4.0. A IBM recompilou QBasic e incluiu-o no PC-DOS 5.x e nas versões 2.0 e superiores do OS/2. eComStation, descendente do código do OS/2, inclui QBasic 1.0. O QBasic 1.1 foi incluído com o MS-DOS 6.x e, sem EDIT, no windows 95, Windows 98 e Windows Me. A partir do Windows 2000, a Microsoft deixou de incluir o QBasic no sistema.

## Exemplo "Olá, Mundo!"
```
PRINT
 
"Hello, World!"

```